# 基隆港西岸碼頭倉庫

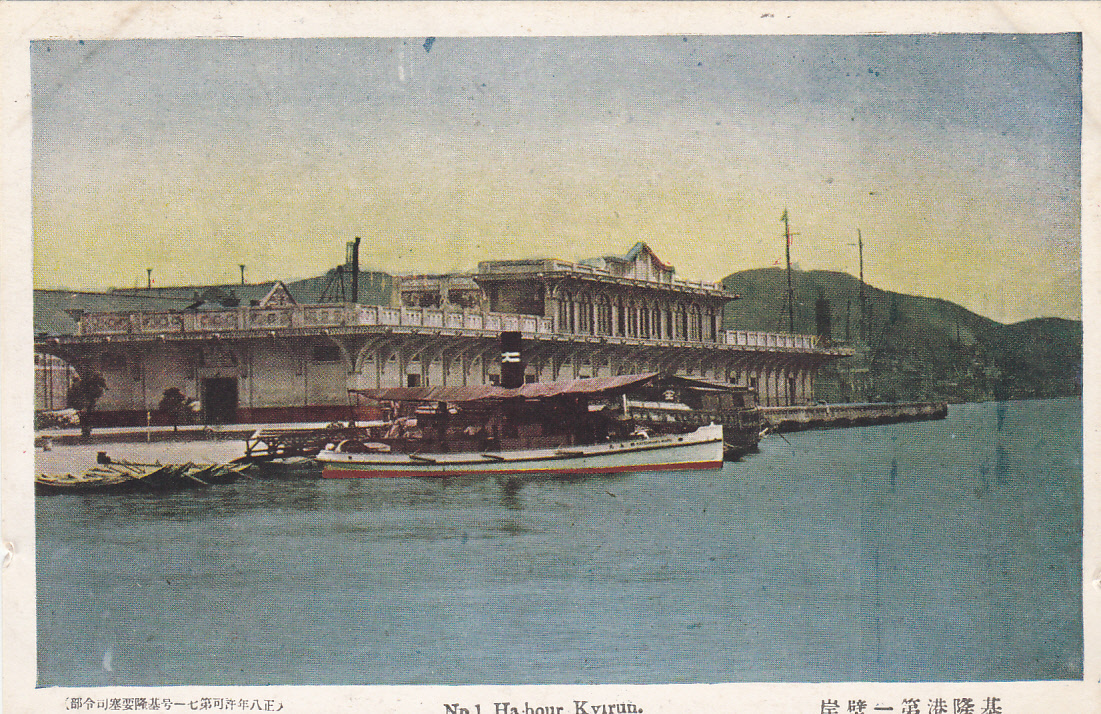
日治時期的基隆港西岸碼頭倉庫（基隆港第一岸壁）

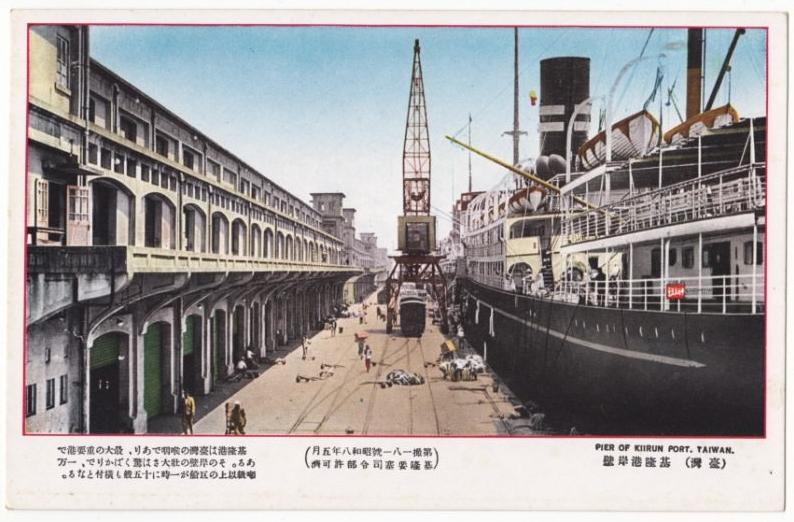
日治時期的基隆港西岸碼頭倉庫

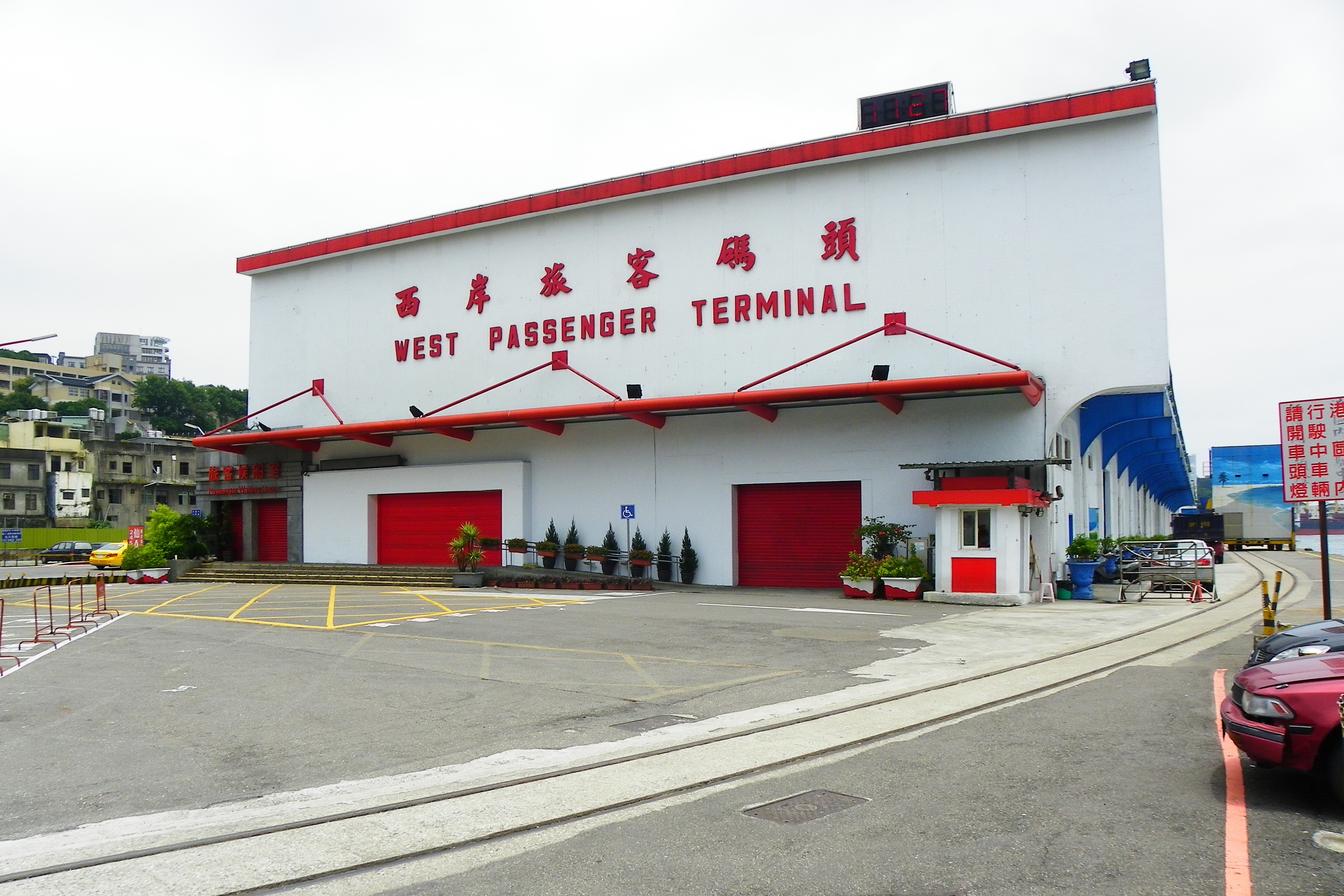
西二碼頭修復前樣貌（2012年5月26日攝）

基隆港西岸碼頭倉庫位於台灣基隆市仁愛區，為基隆港西岸數座興建於日治時期的碼頭設施，主要興建於1930年代，最早有8座，至1990年代僅剩西二、西三碼頭2處。從完工後至航空業興盛前，這裡是台灣最重要的聯外客運門戶，因而被歷史學者稱為「台灣的嘴巴」。西二、西三碼頭倉庫於2014年12月列為歷史建築保護，目前為基隆港的西岸旅客中心（客運碼頭），台灣本島往返馬祖的渡輪航線主要在此到開。

## 歷史

### 日治時期
1930年代，日本當局陸續在基隆港興建了8座碼頭倉庫，其中西二碼頭倉庫興建於1932年、西三碼頭倉庫興建於1934年。這些倉庫的特色為上層為客運設施、下層則為貨運空間。西二西三碼頭倉庫與基隆車站之間在當時設有行人天橋連接，以方便旅客在基隆港的客輪與通往台灣各地的鐵路之間轉乘。1923年，日本皇太子裕仁（日後的昭和天皇）巡視台灣，即由此地登陸。

### 戰後
1945年，日本在第二次世界大戰戰敗投降，中華民國接管台灣，軍隊搭乘美軍運輸艦由此處抵台。戰後將在台日本人強制遣送回國，也由這個碼頭開船。1947年，二二八事件爆發後，劉雨卿率領的國民革命軍整編第21師，分成兩支從基隆與高雄登陸，進行武力鎮壓與清鄉。北方分支部隊由此碼頭登陸。1949年，因國共內戰失利撤退來台的國軍部隊多數在此登陸。1954年，韓戰期間被俘後選擇來台的中國人民志願軍亦在此登陸。此後，西二、西三碼頭倉庫主要做為客運碼頭使用，正面外牆懸有「西岸旅客碼頭」牌銜。

### 建物保存
2013年，張通榮執政下的基隆市政府通過都市更新案，決定拆除剩下的西二、西三兩座碼頭倉庫，之後將在此興建包含海運客務中心與港務辦公設施的「新海港大樓」。臺灣港務公司基隆港務分公司原定在2014年2月9日拆除西三倉庫，至於西二倉庫拆除日期未決定，但因民間的反對聲浪而暫緩拆除。2014年4月5日，西二倉庫發生火警。2014年6月，基隆市文化局決議將西二、西三碼頭倉庫列為歷史建築，但僅有西二完整保留，西三的多數建物仍將拆除以興建新海港大樓。2015年4月10日，林右昌執政下的基隆市政府推翻原決議，宣佈西三碼頭倉庫全區保留，並規劃將西二、西三碼頭倉庫劃為文創產業專用區使用。2019年，西二西三碼頭由第二旅客郵輪中心進駐，並包含部分文創產業業者。2019年5月，於日治時期就讀於建成尋常小學校的灣生造訪西二西三碼頭倉庫，為其在終戰後遣返回日本前在臺灣的最後一站。
由於西二、西三碼頭倉庫已非建築原樣，基隆港務分公司自2020年起啟動建物修復工程，於2022年3月底竣工，並在2022年6月舉行的基隆城市博覽會做為展區的一部分開放民眾先行參觀。

## 流行文化
2014年上映的臺灣電影《KANO》曾在此取景。

## 外部連結
- 基隆港西二西三碼頭倉庫(含空橋)——文化部文化資產局 （页面存档备份，存于）